# 鱼俱罗
鱼俱罗（6世纪？—613年），隋朝将领，冯翊郡下邽县（陕西省渭南市东北）人。

## 生平
史載其身高八尺，眼生重瞳，體力過人，嗓門洪亮，說話聲音能傳出去百步之遠。
曾跟随晋王杨广平定南陈，因功拜开府。随杨素平定江南高智慧。每战有功，加开府，高唐县公，为叠州总管。后来，随从杨素征讨突厥，因功加封为丰州总管，后转为安州刺史、赵郡太守。613年，随隋炀帝征高句丽。征讨还师，刘元进反叛，命鱼俱罗平定。鱼俱罗连克朱燮、管崇，后来为自谋财物，在东都卖谷米，因杨玄感之乱，东都物价奇贵，鱼俱罗获得暴利。隋炀帝怀疑他有异志，事泄被杀。

## 子女
子鱼干，游击将军。鱼干女嫁唐御侮校尉杜守。

## 延伸阅读
[在维基数据编辑]
 《北史·卷078》，出自李延壽《北史》
 《隋書·卷64》，出自魏徵《隋书》